# Центр шифрів Енігма

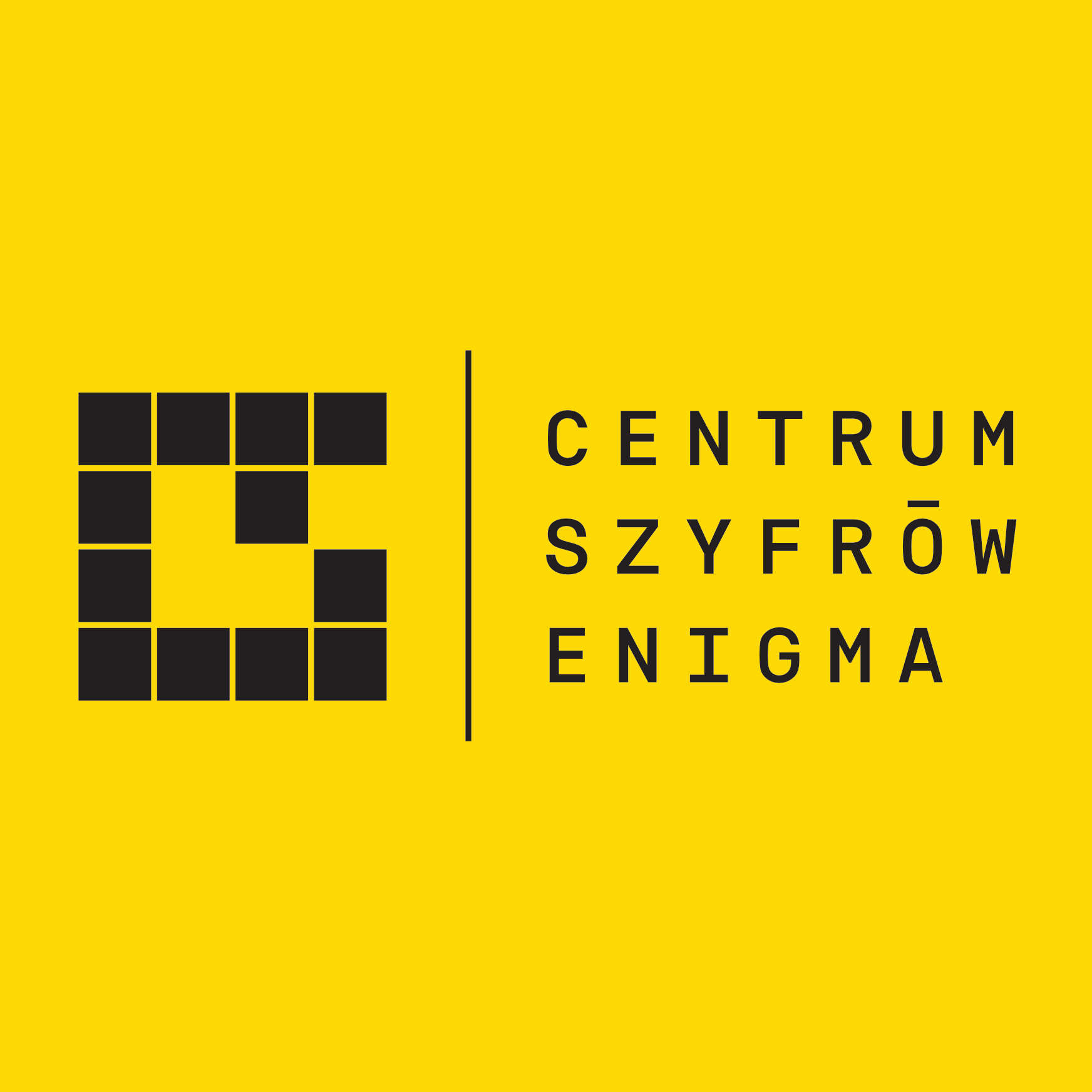
Логотип Центру шифрів Енігма

Центр ши́фрів Ені́гма — місце з інтерактивною експозицією, присвячене шифрувальній машині «Енігма» і трьом польським криптологам: Маріану Раєвському, Генрику Зигальському, Єжу Рожицькому, яке розміщується в будинку колись Collegium Historicum, а зараз Collegium Martineum на розі вулиці Святий Мартін і вулиці Тадеуша Костюшки в Познані. Первинно будинок був у розпорядженні Військового комітету Польської об'єднаної робітничої партії, а пізніше Університету імені Адама Міцкевича.
Центр шифрів Енігма є підрозділом Центру Історичної Спадщини в Познані.

## Опис
Центр є результатом спільної роботи міста Познань і Університету імені Адама Міцкевича. Реалізацію будови центру надано трьом підприємствам: ATREM S.A., Будівельній Фірмі Eugeniusza Dota i New Amsterdam Sp. z o.o., які виграли конкурс на будову центру, який було оголошено в червні 2019 року. Ідеологом створення Центр шифрів Енігма був журналіст Шимон Мазур (пол. Szymon Mazur).
Проект будови центру реалізований в рамах Дії 4.4 «Поведінка, захист, популяризація і розвиток натуральної і культурної спадщини» Великопольської регіонально-операційної програми на 2014—2020 роки, у співпраці з Університетом імені Адама Міцкевича у Познані. Центр відкрито 25 вересня 2021 року. Керівником центру є Пйотр Боярський (пол. Piotr Bojarski).

## Історія
Первинно в цьому місці була збудована в 1843—1847 роках споруда, в якій розміщувалось військове керівництво V армійського корпусу Німецької імперії (нім. Königliche Intendantur des V Armeekorps).
Після Першої світової війни в будинку розміщувалось керівництво 14-ї піхотної дивізії. Частину приміщень використовувала познанська військова філія Бюра шифрів Генерального штабу польського війська, де працювали криптологи Маріан Реєвський, Генрик Зигальський і Єжи Рожицький.
Після початку Другої світової війни будинок використовувала німецька армія. Після закінчення воєнний дій будинок був серйозно пошкоджений і 1948 року було вирішено його не відбудовувати, а тільки побудувати новий будинок для військового офісу воєвудської влади Польської об'єднаної робітничої партії, яка розміщувалась в будинку до 1990 року. Потім будинок було передано Університету імені Адама Міцкевича на потребу історичного факультету, який там функціонував до 2015 року, коли було вирішено його перенести на Мораський кампус.

## Експозиція
Перша частина експозиції представляє загальну історію шифрів. Відвідувачі можуть пізнати методи шифрування, які використовувалися ще з античних часів, наприклад Шифр Цезаря. Відвідувачі мають можливість пройти курс шифрування, аналогічний тому, який пройшли польські криптологи в 1929 році в рамах секретного курсу, організованого Познанським університетом.
В другій частині експозиції можна дізнатися детально про участь трьох криптологів: Реєвського, Зигальського і Рожицького в розшифруванні кодів Енігми в 1930 роках. Експозиція представляє копії польських машин, які до війни, в умовах строгої секретності, використовувалися до розшифрування секретних німецьких повідомлень, зашифрованих з допомогою "Енігми": Циклометр, Бомба Реєвського або Аркуші Зигальського, а також дальшу роботу в розшифруванню нацистських кодів, яку проводили французи, англійці і американці.

### Медіатека
Невід'ємною частиною Центру шифрів Енігма є Медіатека в якій зберігаються різні цифрові історичні матеріали: статті, фотографії та інтерв'ю.

### Проєкти
Крім сталої експозиції Центру шифрів Енігма інституція проводить проєкт під назвою «Резиденти в Центрі шифрів Енігма». Метою проєкту є підтримка різних творчих ініціатив, які згадують про внесок польських криптологів в розшифрування шифру машини Енігма.
В рамах проєкту контрабасист, диригент і композитор Патрик Піласєвіч (пол. Patryk Piłasiewicz) проводить відкрите інтердисциплінарне навчання CSE Open Lab. Артистичні покази організовані безпосередньо на сталій експозиції Центру. В першій частині участь взяли студенти з Музичної Академії Ігнація Падеревського в Познані і студенти факультету Інформатики і Телекомунікації Познанської Політехніки.
10 листопада 2021 року відбулися перші майстер класи в рамах проєкту під назвою «Субтрактивна синтеза. Архітектура звуку» (пол. Synteza subtraktywna. Architektura dźwięku), 24 листопада відбувся майстер клас «Відголоси. Презентація елементів проєкту SubRosa» (пол. «Odsłuchy. Prezentacje elementów projektu SubRosa»). 1 i 8 грудня 2021 відбулися репетиції концерту, які розпочинали «SubRosa» в просторі Медіатеки (пол. Mediateki) і сталої експозиції.
16 грудня 2021 року, в просторі сталої експозиції відбувся концерт «Sub Rosa», організований з нагоди 89 річниці розшифрування шифру Енігми польськими криптологами. Виступили в ньому студенти Музичної Академії Ігнація Падеревського в Познані і камеральний хор Університету імені Адама Міцкевича в Познані, під дирекцією проф. Кжистофа Шиджіша (пол. Krzysztof Szydzisz). Глядачі мали змогу стати учасниками концерту, прогулятися по експозиції і зустріти музикантів, які в різних частинах експозиції виконували твори, заінспіровані історією трьох познанських математиків і Центром шифрів Енігма.
Назва концерту «Sub Rosa» з латинської мови означає «під розою», показуючи розу як символ таємниці.

## Фотографії

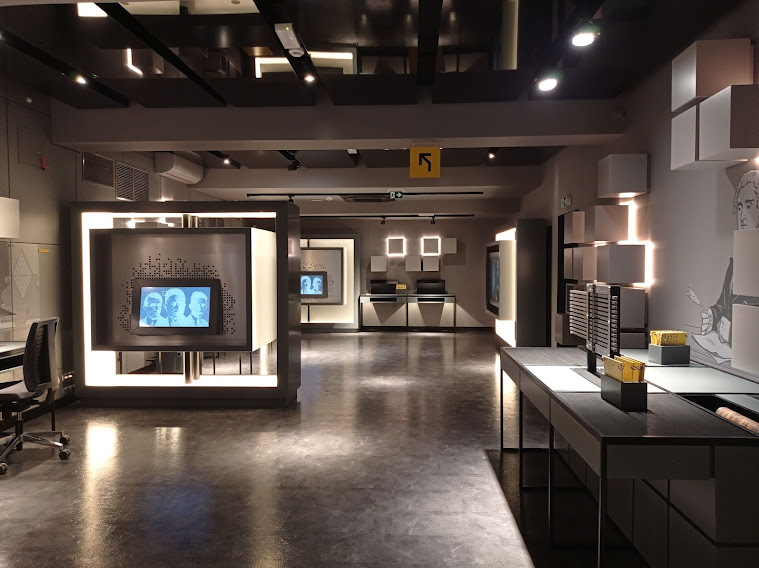
Фрагмент сталої експозиції Центру шифрів Енігма
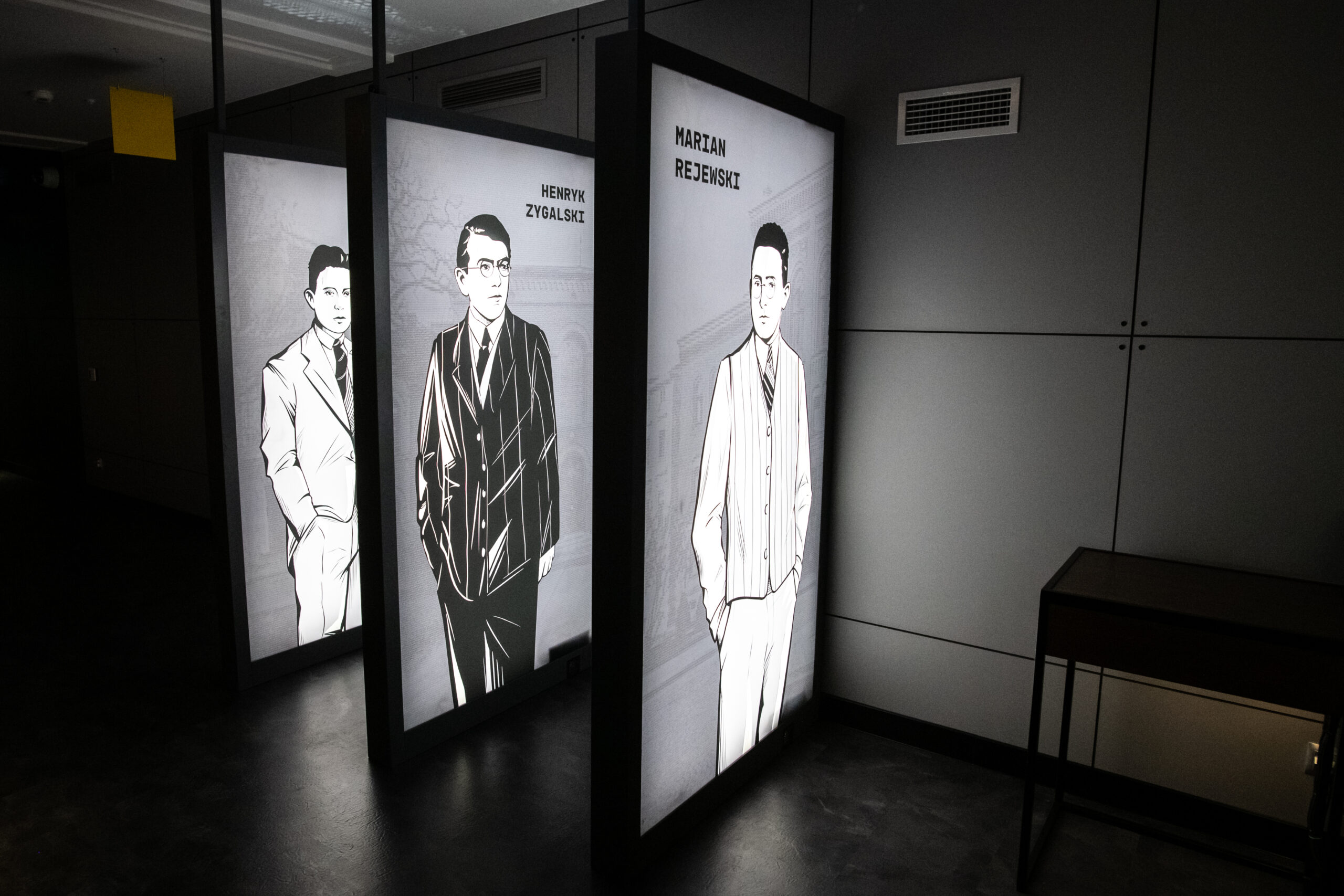
Криптологи М. Реєвський, Г. Зигальський і Є. Ружицький представлені на експозиції Центру шифрів Енігма
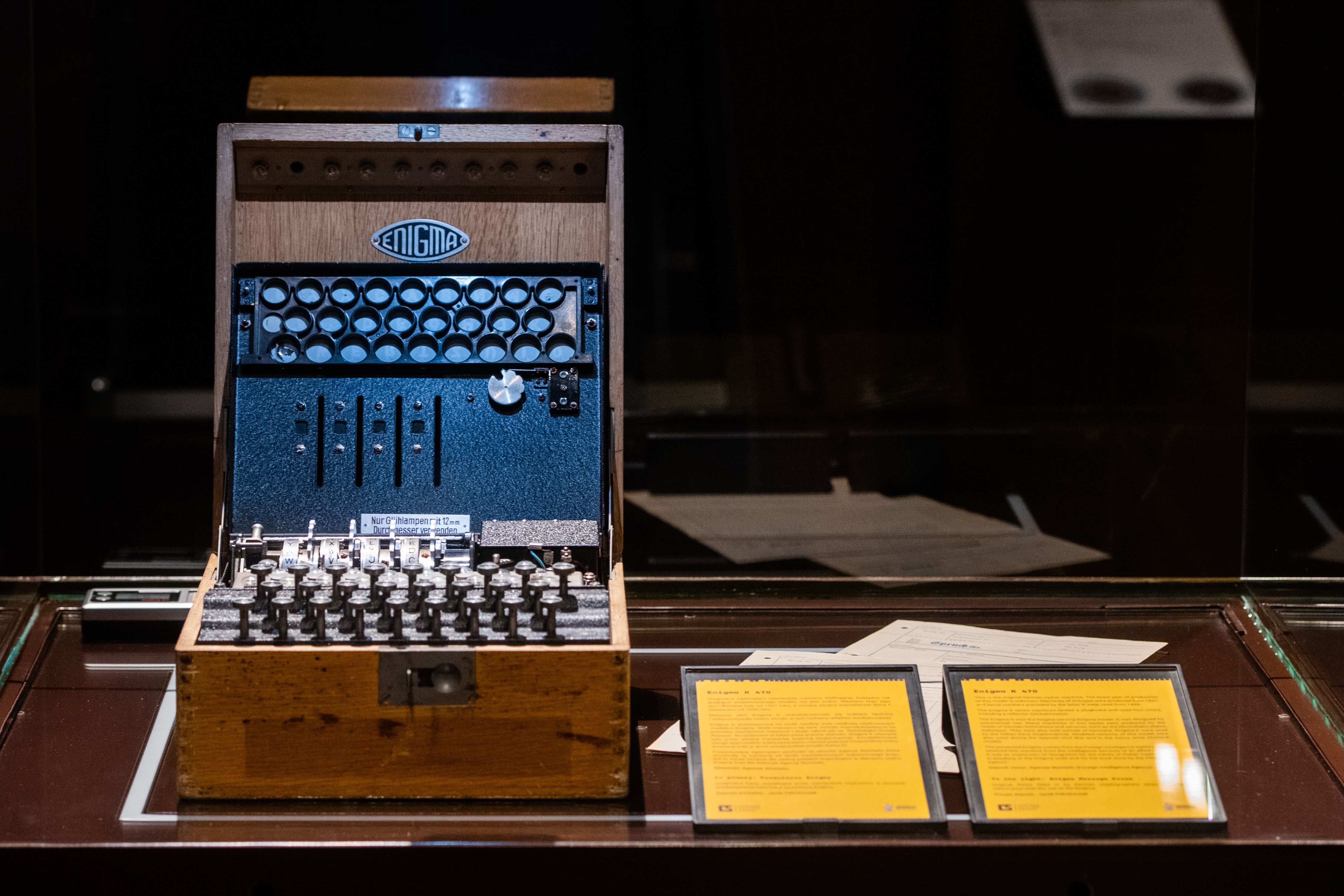
Німецька шифрувальна машина Енігма K 470
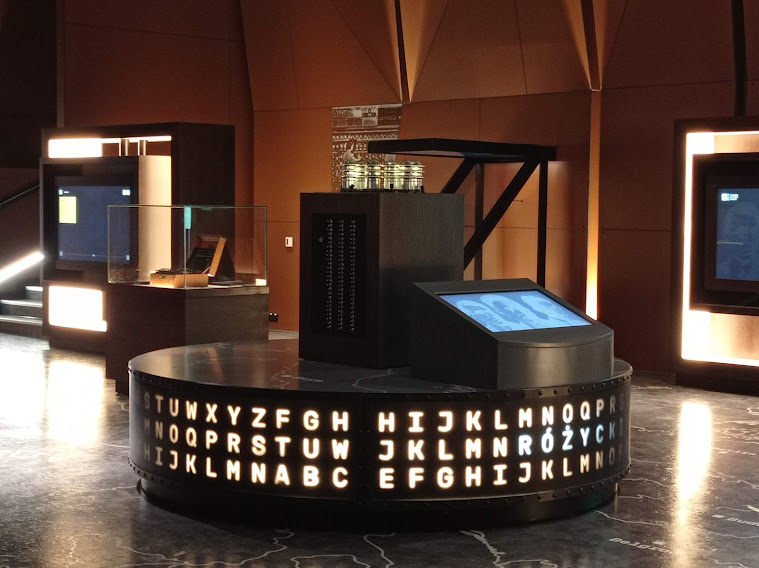
Фрагмент сталої експозиції, репліка Бомби Реєвського
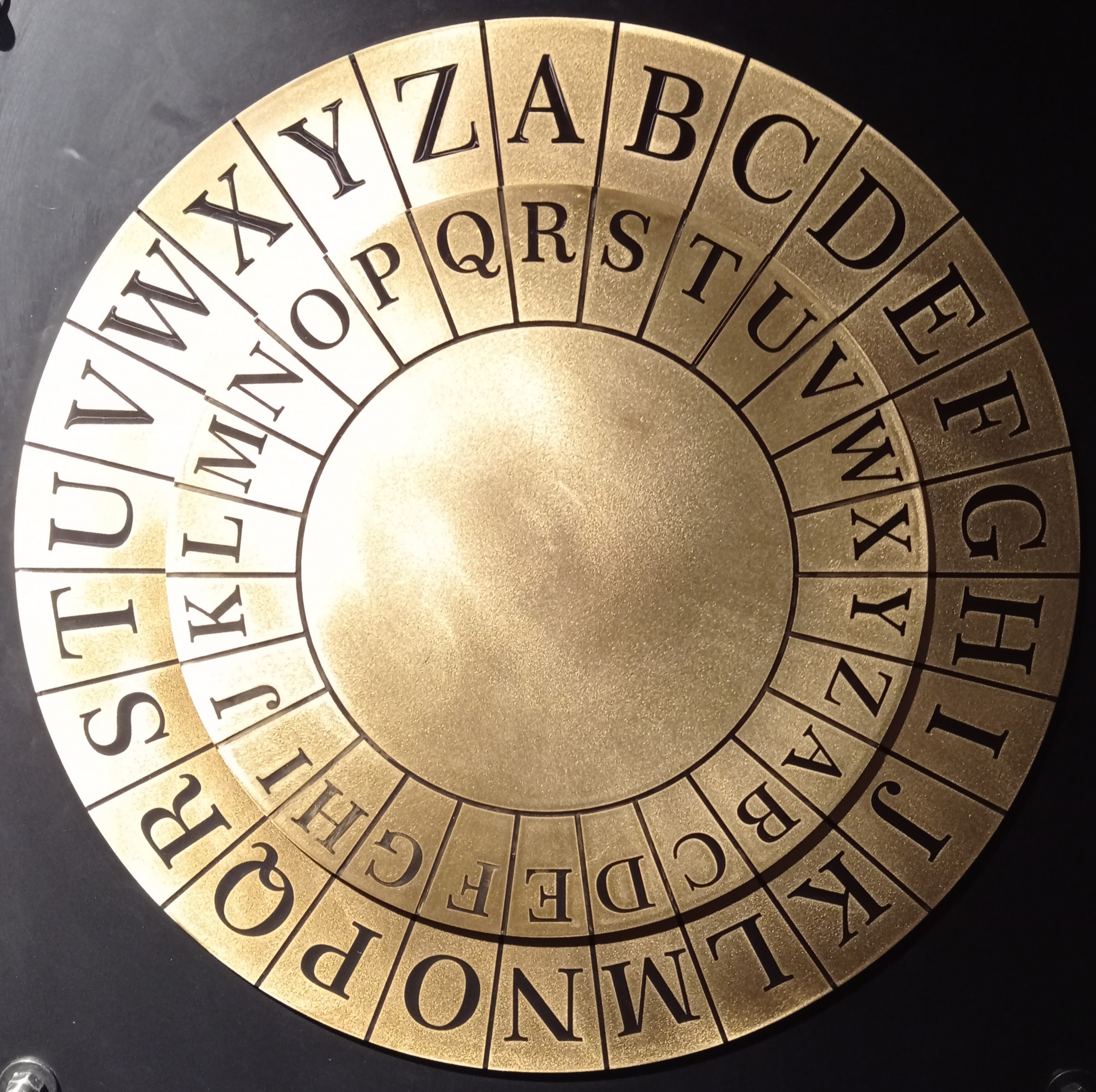
Диск Альберті
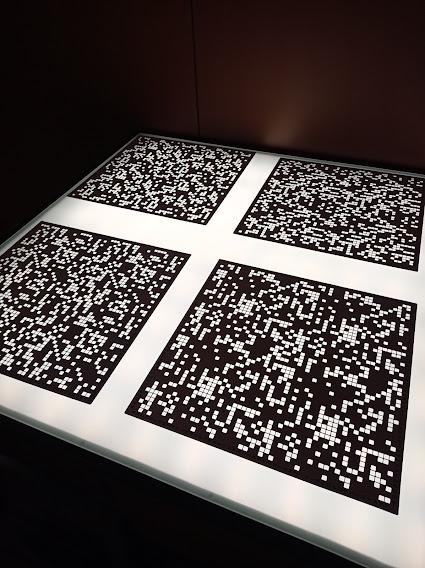
Аркуші Зигальського
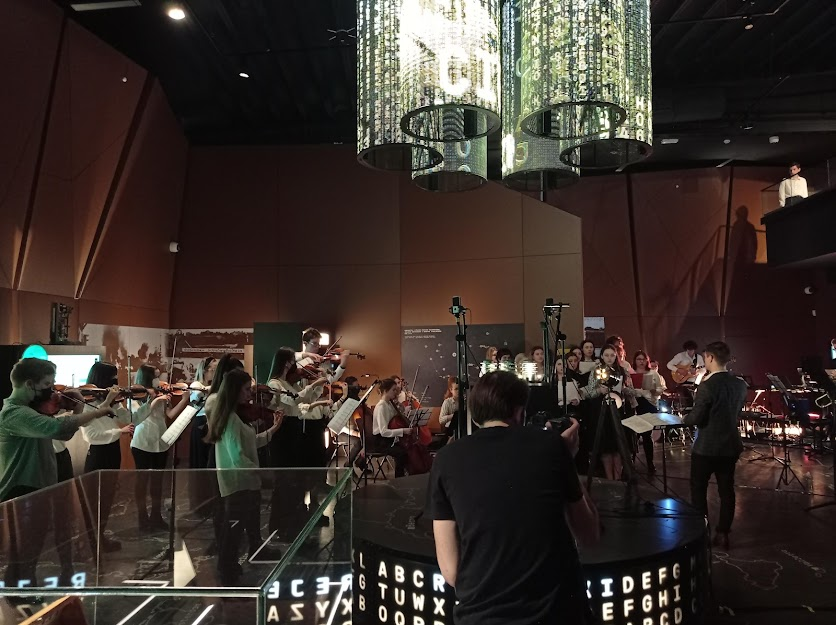
Концерт "Sub Rosa"
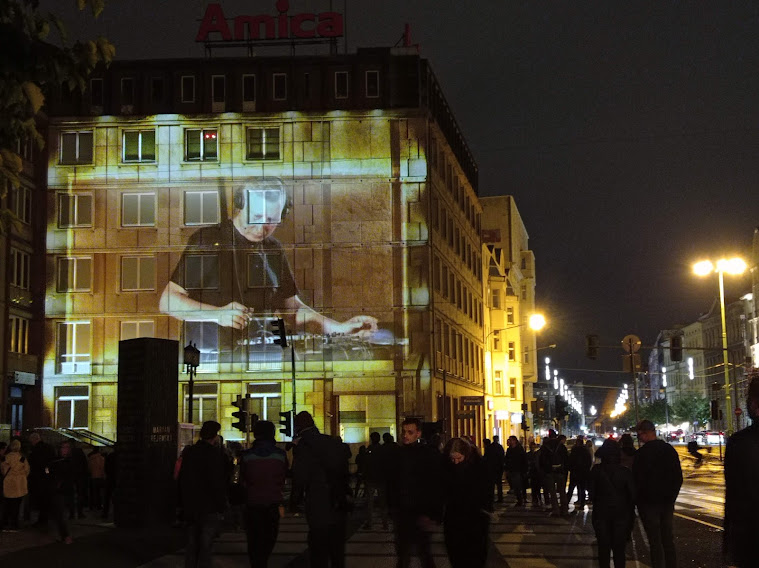
Вигляд 3D на фасаді будинку Collegium Martineum в Познані, під час відкриття Центру шифрів Енігма, музичний гурт Skalpel
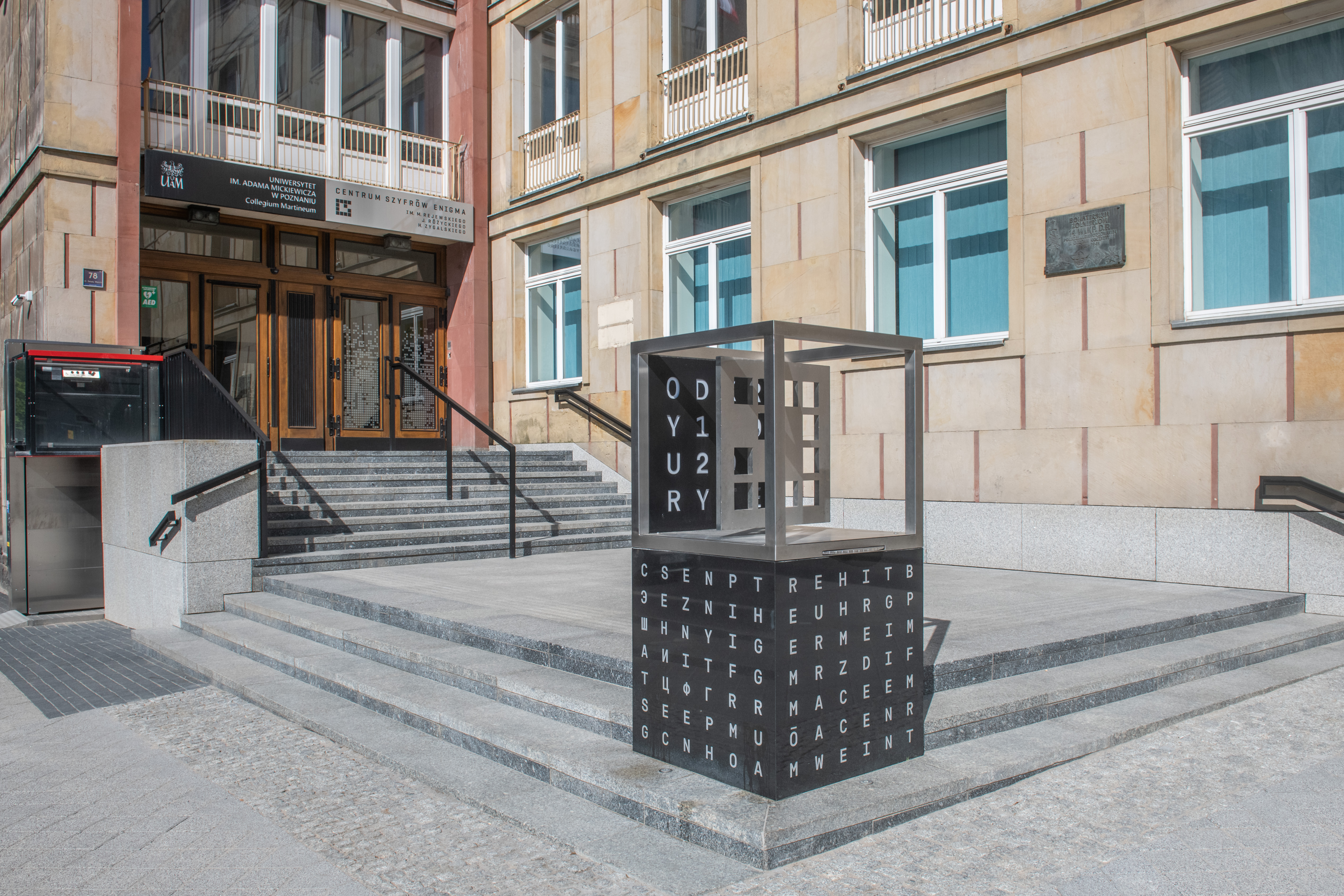
Головний вхід до Центру шифрів Енігма

## Дивитись також
- Брама Познані
- Центр Історичної Спадщини в Познані